# 西埃爾斯巴赫峰

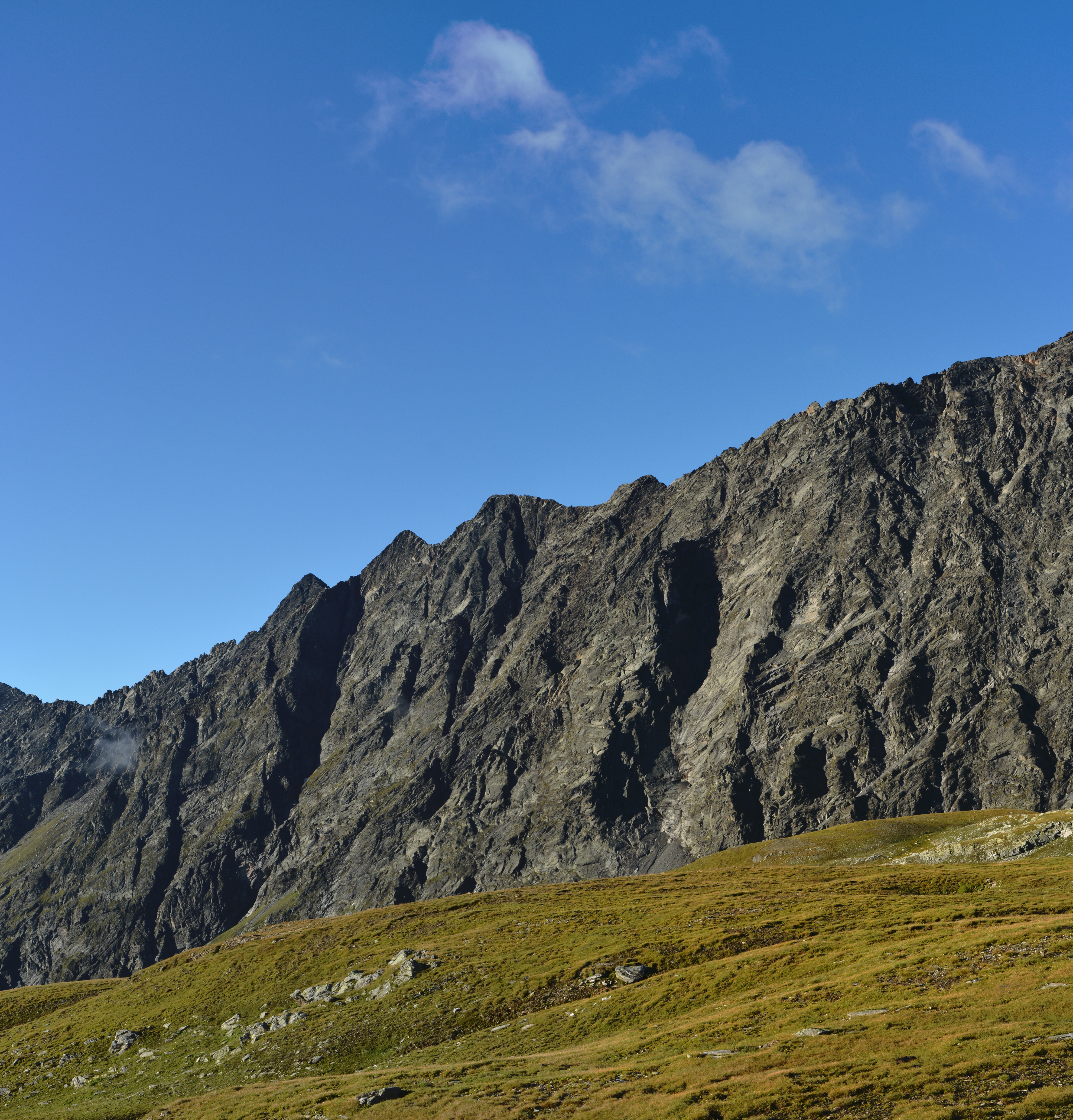

46°57′12″N 12°16′11″E / 46.953415°N 12.269584°E
西埃爾斯巴赫峰（德語：Westliche Erlsbacher Spitze），是奧地利的山峰，位於該國西部，由蒂羅爾州負責管轄，屬於維內迪傑山脈的一部分，處於德弗雷根谷地聖雅各布境內，海拔高度3,035米。